# John Arpin

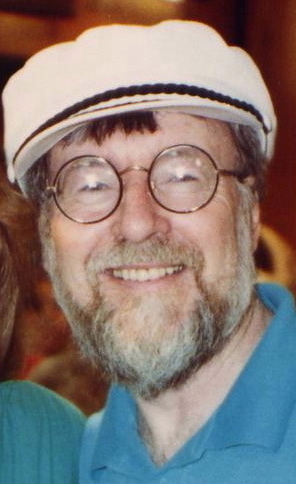
John Arpin, 1990

John Arpin (* 3. Dezember 1936 in Port McNicoll, Ontario; † 8. November 2007) war ein kanadischer Komponist, Pianist, Musiker, Arrangeur und Entertainer.

## Wirken
Arpin galt zum Zeitpunkt seines Todes als virtuoser Ragtime-Pianist. Er absolvierte eine Ausbildung am Royal Conservatory of Music in Toronto, graduierte im Alter von 16 Jahren, und ging an die University of Toronto. Arpin nahm mehr als sechzig Alben auf, zumeist Ragtime, aber auch Broadway-Musik, Popmusik und europäische klassische Musik. Er wurde dreimal für den Juno-Preis nominiert, der für herausragende Shows in kanadischer Musik vergeben wird. Im Juni 1998 gewann er den Scott-Joplin-Award der „Scott Joplin Foundation“, Sedalia, Missouri.

## Aussagen von Experten über Arpin
Die verstorbene Ragtime-Größe Eubie Blake bezeichnete John Arpin als „den Chopin des Ragtime“, und The New York Times bezeichnete ihn als „Richter des Ragtime“ (in Anspielung auf Swjatoslaw Richter). Die Zeitschrift High Fidelity schrieb über eines seiner Alben „This is the best recorded collection of piano rags that I know of and is, I suspect, the most authentically performed.“ („Dies ist die beste Sammlung von Aufzeichnungen über Piano-Ragtime, die ich kenne, und ich nehme an, die authentischste, die jemals aufgezeichnet wurde.“)

## Kompositionen
Bemerkenswert unter seinen Eigenkompositionen ist „Jogging Along“ (ein Themen-Stück für die anspruchsvolle CBC- (kanadische Rundfunk-) Sendung Morningside).
Er komponierte auch das Thema für die Kindershows des Fernsehens von Ontario, Polka Dot Door und Polka Dot Shorts und schreibt die Musik für die Shows.
Arpin komponierte die Themen für verschiedene kanadische TV-Shows in den 1960er Jahren. Seine Lyric Suite for Piano, Strings and Percussion gewann den ersten Preis unter 450 Einsendungen für das Yamaha Second International Original Concert in Tokio. Er arrangierte auch Musik für diverse kanadische Musikeinspielungen.